# Igor Alexandrowitsch Meltschuk

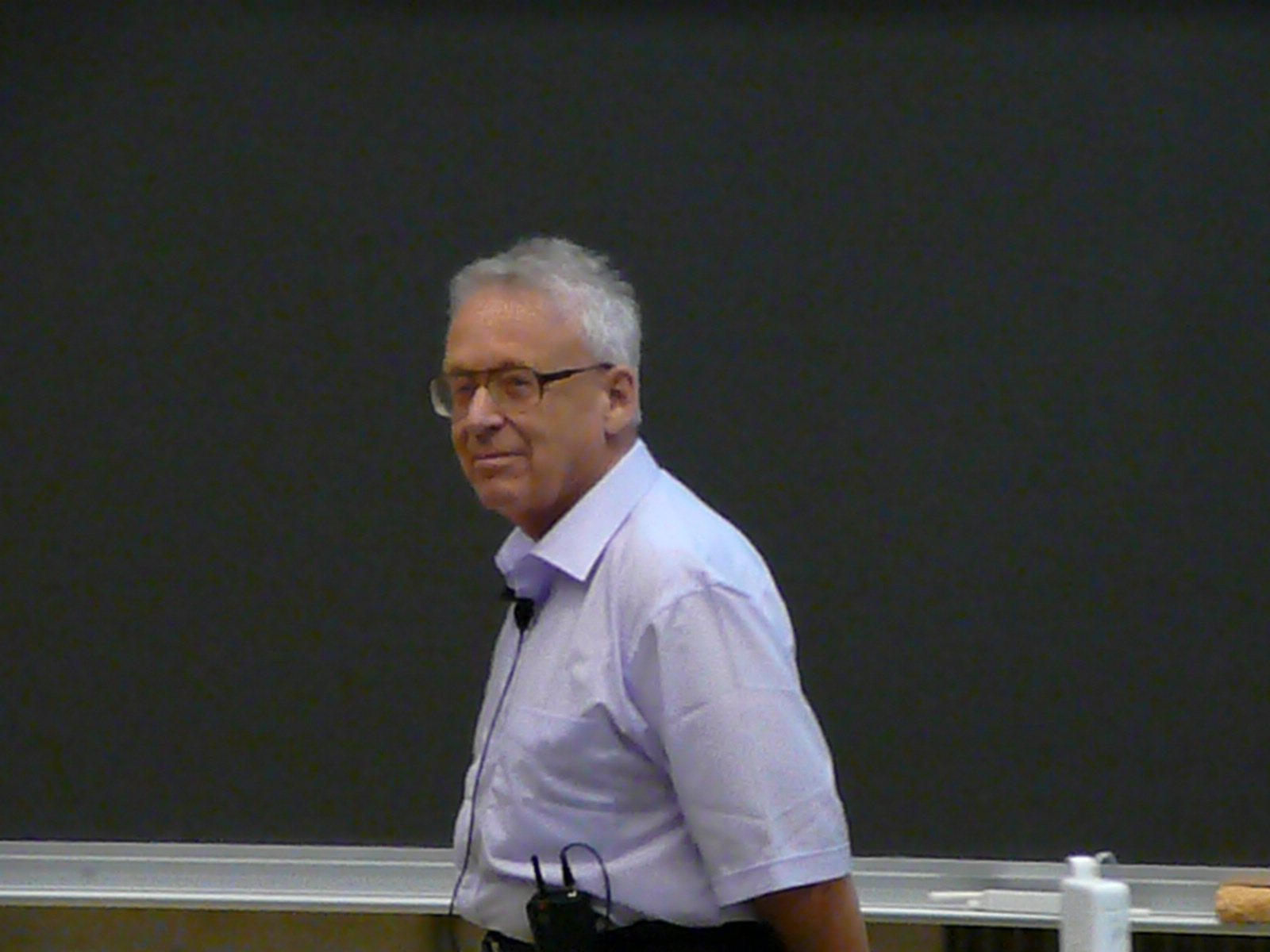
Igor A. Meltschuk

Igor Alexandrowitsch Meltschuk (russisch И́горь Алекса́ндрович Мельчу́к, wiss. Transliteration Igorʹ Aleksandrovič Melʹčuk, eigene Transkription Igor Mel’čuk; * 19. Oktober 1932 in Odessa) ist ein russisch-kanadischer Linguist. Er ist emeritierter Professor an der Universität Montreal im Department „Linguistik und Übersetzung“.
Meltschuk besuchte die Philogische Fakultät der MGU. Seit 1956 arbeitete er am Institut für Sprachwissenschaft der Sowjetischen Akademie der Wissenschaften.
Nach einem offenen Brief zur Unterstützung der Dissidenten Andrei Sacharow und Sergei Kowaljow an die New York Times, der dort am 25. Januar 1976 erschien, wurde Meltschuk entlassen. In der Folge emigrierte er 1976 aus der Sowjetunion. Seit 1977 lebt und arbeitet er in Kanada. 1999 wurde er als korrespondierendes Mitglied in die Österreichische Akademie der Wissenschaften aufgenommen.
Meltschuk ist Schöpfer des Bedeutung-Text-Modells und Verfasser von zahlreichen Arbeiten zur Morphologie, zur Syntax und zu weiteren Gebieten der Sprachwissenschaft.

## Werke (Auswahl)
- Opyt teorii lingvističeskich modelej «Smysl ⇔ Tekst». Moskva 1974.
- Towards a language of linguistics. A system of formal notions for theoretical morphology. Internationale Bibliothek für allgemeine Linguistik 44. Wilhelm Fink, München 1982.
- I. A. Melʹčuk, A. K. Žolkovskij, Ju. D. Apresjan et al. Tolkovo-kombinatornyj slovarʹ sovremennogo russkogo jazyka: Opyty semantiko-sintaksičeskogo opisanija russkoj leksiki. Wien: Wiener Slavistischer Almanach, 1984.
- Poverchnostnyj sintaksis russkich čislovych vyraženij. Wiener Slavistischer Almanach Sonderband 16. Wien 1985.
- Cours de morphologie générale (théorique et descriptive). Montreal: Les Presses de l'Université de Montréal/Paris: CNRS Éditions 1993–2000. ISBN 2-7606-1548-0
- I. A. Mel’čuk, N. V. Pertsov. Surface syntax of English: A formal model within the Meaning-Text framework. Amsterdam; Philadelphia: Benjamins, 1987. ISBN 90-272-1515-4
- I. A. Mel’čuk. Dependency syntax: Theory and practice. Albany, NY: SUNY, 1988. ISBN 0-88706-450-7, ISBN 0-88706-451-5
- Phrasemes in language and phraseology in linguistics. In: Everaert, Martin; Erik-Jan van der Linden; André Schenk et al. (eds.): Idioms: Structural and psychological perspectives 167–232. Lawrence Erlbaum Associates, Hillsdale 1995.
- I. A. Mel’čuk, A. Clas & A. Polguère. Introduction à la lexicologie explicative et combinatoire. P.: Duculot, 1995. ISBN 2-8011-1106-6
- Lexical functions: a tool for the description of lexical relations in the lexicon. In: Wanner, Leo (ed.): Lexical functions in lexicography and natural language processing 37–102. John Benjamins, Amsterdam/Philadelphia 1996.
- I. A. Mel'čuk et al. Dictionnaire explicatif et combinatoire du français contemporain. Recherches lexico-sémantiques IV, Montréal: Les Presses de l’Université de Montréal, 1999. ISBN 2-7606-1738-6
- Levels of dependency in linguistic description: concepts and problems. In: Ágel, Vilmos et al. (eds.): Dependenz und Valenz. Dependenz und Valenz. Handbücher zur Sprach- und Kommunikationswissenschaft 25/1–2, 188–229. Mouton de Gruyter,  Berlin, New York, 2003.
- Actants in semantics and syntax I: Actants in semantics. Linguistics 42/1, 1–66. 2004.
- Actants in semantics and syntax II: Actants in syntax. Linguistics 42/2, 247–291. 2004.
- Aspects of the theory of morphology. Trends in linguistics 146. Mouton de Gruyter, Berlin/New York  2006. ISBN 3-11-017711-0, ISBN 978-3-11-017711-4